# Атлас, Лазарь
Лазарь Атлас (1851—1904) — еврейский писатель

, педагог и литературный критик.

## Биография
Лазарь Атлас родился 5 марта 1851 года в местечке Байсогале Ковенской губернии, в ортодоксальной еврейской семье. Получил обычное в его время религиозное воспитание в хедере, затем в иешиботе. 
Уже в молодые годы Атлас отличался знанием Талмуда и раввинской письменности. Поселившись y родителей жены в Новых Жагорах, Aтлас впервые познакомился с видными представителями просветительного движения (Haskala) и стал заниматься светскими науками. В это время появилась его первая статья в «Hakarmel’е». Вскоре Атлас покинул Новые Жагоры, и материальные лишения заставили его скитаться из города в город; лишь в 1884 году он, поселившись в Варшаве, получил возможность всецело отдаться литературе. 
В польской столице Лазарь Атлас стал одним из самых деятельных сотрудников газеты «Hazefirah» и ежегодника «Haassif». Его критические статьи, помещенные в первых двух томах ежегодника, обратили на себя внимание. 
В 1888 году писатель выпустил сборник «Hakerem». В 1896—1897 гг. Атлас опубликовал ряд критических статей в «Hazefirah» под общим заглавием «Ma lefonim, ma leochor» («Вперед или назад»; отдельно издано в 1898 году). 
В 1902 году Л. Атлас переехал в Москву в качестве домашнего учителя; весной 1904 года он простудился и заболел; несмотря на заявление врачей, что всякое передвижение для него опасно, Атлас был выселен из Москвы как не имеющий права на жительство. Через несколько дней Лазарь Атлас скончался. При выселении y Атласа был украден багаж с рукописью его большой, не опубликованной еще работы «Kiriath arba», исследования о «Синоде четырех стран». 
Лазарь Атлас занимает своеобразное положение в еврейской литературе. Воспитанный в традициях старого еврейства, Атлас впервые познакомился с идеями еврейских просветителей тогда, когда они уже потеряли свое былое обаяние, когда была утрачена вера во всемогущество «Haskala» в деле реформы и упорядочения еврейской жизни. Придя к заключению, что пропасть, отделяющая интеллигенцию от массы, все более расширяется, разочарованный Атлас стал тяготеть к старому традиционному еврейству, хотя он и в нем не находил удовлетворения. Как человек переходной эпохи, при всей силе своего изощренного в талмудической казуистике ума Атлас всю жизнь оставался в лабиринте противоречий. Скептик-рационалист, он то пытался отстаивать старозаветные идеалы, то ополчался против них. 
В 1880-х годах Лазарь Атлас защищал палестинофильство, в конце же 1890-х годов стал непримиримым противником как палестинофильства, так и политического сионизма. Чтобы побороть ненавистное ему течение, Aтлас вступил в союз с реакционно-клерикальной антисионистской организацией, известной в еврейской печати под кличкой «Lischko Haschora» (Черный кабинет), и писал едкие статьи против сионизма в органе воинствующего клерикализма «Hapeles». 
В выпущенной в 1900 году раввинами-антисионистами книге «Or Laieschorim», явно носящей характер пасквиля, Лазарь Атлас напечатал злой памфлет против Одесского палестинского комитета. 
Без правильного воспитания, научной подготовки и определенного миросозерцания, Атлас затрагивал самые разнородные вопросы из области еврейской литературы, науки и истории, нигде не находя должного применения своим недюжинным силам. Дилетант во всех областях знания, кроме Талмуда и раввинской письменности, Лазарь Атлас проявлял в критических работах тонкий ум, меткое остроумие и большую силу анализа; все же, по мнению Н. И. Штифа, он «не в силах был создать ничего крупного и цельного».